# Sea-River Liner 3700
Der Sea-River Liner 3700 ist ein Küstenmotorschiffstyp der zur Spliethoff-Gruppe gehörenden Reederei Wijnne Barends. Der Typ wurde von Conoship International und Groot Ship Design entwickelt und auf der Werft Groningen Shipyard in Waterhuizen gebaut. Insgesamt wurden zwölf Einheiten gebaut, die bei Wijnne Barends die „Lady-A-Klasse“ bilden. Die ersten vier Schiffe des Typs kamen 2012 in Fahrt, acht weitere folgten 2015 und 2016.

## Beschreibung
Die Schiffe werden von einem Viertakt-Achtzylinder-Dieselmotor des Herstellers Caterpillar (Typ: 3508C) mit 749 kW Leistung angetrieben, der über ein Untersetzungsgetriebe auf einen Festpropeller wirkt. Sie erreichen damit eine Geschwindigkeit von rund 10 kn. Für die Stromerzeugung stehen zwei Dieselgeneratoraggregate mit 388 kVA bzw. 140 kVA Scheinleistung zur Verfügung. Zum Einsatz kommen Caterpillar-Dieselmotoren, die Generatoren von Scania antreiben. Weiterhin wurde ein Notgenerator mit 82 kVA verbaut. Die Schiffe sind mit einem Bugstrahlruder mit 265 kW Leistung ausgestattet. Dank der Leistung des Hauptmotors unter 750 kW können die Schiffe ohne Leitenden Ingenieur betrieben werden.
Die Decksaufbauten befinden sich im hinteren Bereich der Schiffe. Sie bieten Platz für sieben Besatzungsmitglieder, die in Einzelkammern untergebracht sind. Die Brücke ist von Deckshaus getrennt und hydraulisch in der Höhe verstellbar. Zur Unterquerung von Brücken können auch die Masten geklappt werden. Mit heruntergefahrener Brücke und geklappten Masten beträgt die Höhe über der Wasserlinie bei 3,40 Meter Tiefgang noch 8,50 Meter.
Vor den Decksaufbauten befindet sich ein boxenförmiger Laderaum. Er ist 62,3 Meter lang, 10,8 Meter breit und 7,73 Meter hoch. Das Volumen des Laderaums beträgt 5.163 m³. Der Laderaum wird mit zehn Pontonlukendeckeln verschlossen, die mithilfe eines Lukenwagens bewegt werden können. Die Tankdecke kann mit 15 t/m², die Lukendeckel mit 1,85 t/m² belastet werden.

## Schiffe
| Sea-River Liner 3700                                             | Sea-River Liner 3700 | Sea-River Liner 3700 | Sea-River Liner 3700                                   | Sea-River Liner 3700 |
| Bauname                                                          | Baunummer            | IMO-Nummer           | Kiellegung Stapellauf Ablieferung                      |                      |
| ---------------------------------------------------------------- | -------------------- | -------------------- | ------------------------------------------------------ | -------------------- |
| Lady Anna                                                        | 127                  | 9624811              | 22. Juni 2011 21. Oktober 2011 31. Januar 2012         |                      |
| Lady Anneke                                                      | 128                  | 9624823              | 9. August 2011 16. Dezember 2011 22. April 2012        |                      |
| Lady Alexandra                                                   | 129                  | 9624835              | 8. September 2011 10. März 2012 4. Juni 2012           |                      |
| Lady Amalia                                                      | 130                  | 9624847              | 15. November 2011 31. Mai 2012 18. Juli 2012           |                      |
| Lady Adele                                                       | 131                  | 9624859              | 29. Oktober 2014 14. Februar 2015 22. Mai 2015         |                      |
| Lady Ami                                                         | 132                  | 9624861              | 29. Januar 2015 2. Mai 2015 19. August 2015            |                      |
| Lady Ariane                                                      | 157                  | 9760366              | 24. März 2015 22. August 2015 16. November 2015        |                      |
| Lady Ariette                                                     | 158                  | 9760378              | 28. Juni 2015 14. Oktober 2015 9. Februar 2016         |                      |
| Lady Alida                                                       | 159                  | 9760380              | 21. September 2015 30. Januar 2016 15. April 2016      |                      |
| Lady Anne-Lynn                                                   | 160                  | 9760392              | 1. Dezember 2015 2. April 2016 1. Juli 2016            |                      |
| Lady Anne Beau                                                   | 161                  | 9760407              | 16. Dezember 2015 17. Juni 2016 23. September 2016     |                      |
| Lady Astrid                                                      | 162                  | 9760419              | 16. Dezember 2015 16. September 2016 16. Dezember 2016 |                      |
| Daten: Lloyd’s Register, Stichting Maritiem-Historische Databank |                      |                      |                                                        |                      |

Die Schiffe fahren unter niederländischer Flagge mit Heimathafen Delfzijl.

## Modifikation
Der Schiffsentwurf dient auch als Grundlage für modifizierte Bauten. So wurde 2017 die Scot Navigator für das britische Unternehmen Scotline gebaut. Das Schiff hat bei gleichen Abmessungen wie die für Wijnne Barends gebauten Einheiten des Typs u. a. eine feste Brücke. Im Jahr 2023 werden zwei weitere Schiffe dieses Typs mit den Namen Alinda und Alma an Holwerda Shipmanagement in Heerenveen ausgeliefert.